# واسکو دی آلمیدا ای کوستا
واسکو دی آلمیدا ای کوستا (انگلیسی: Vasco de Almeida e Costa؛ ۲۶ ژوئیهٔ ۱۹۳۲ – ۲۵ ژوئیهٔ ۲۰۱۰) یک سیاست‌مدار اهل پرتغال بود.